# Il Gesù

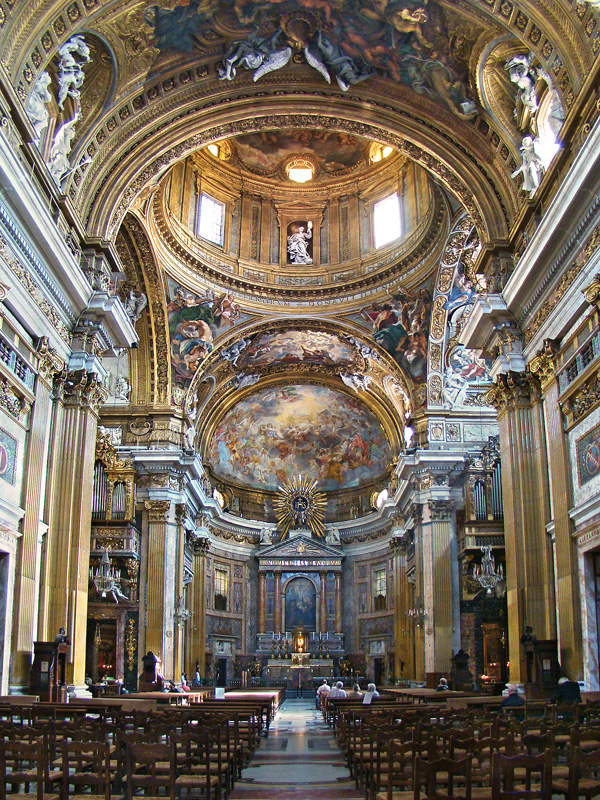
Interiér kostela

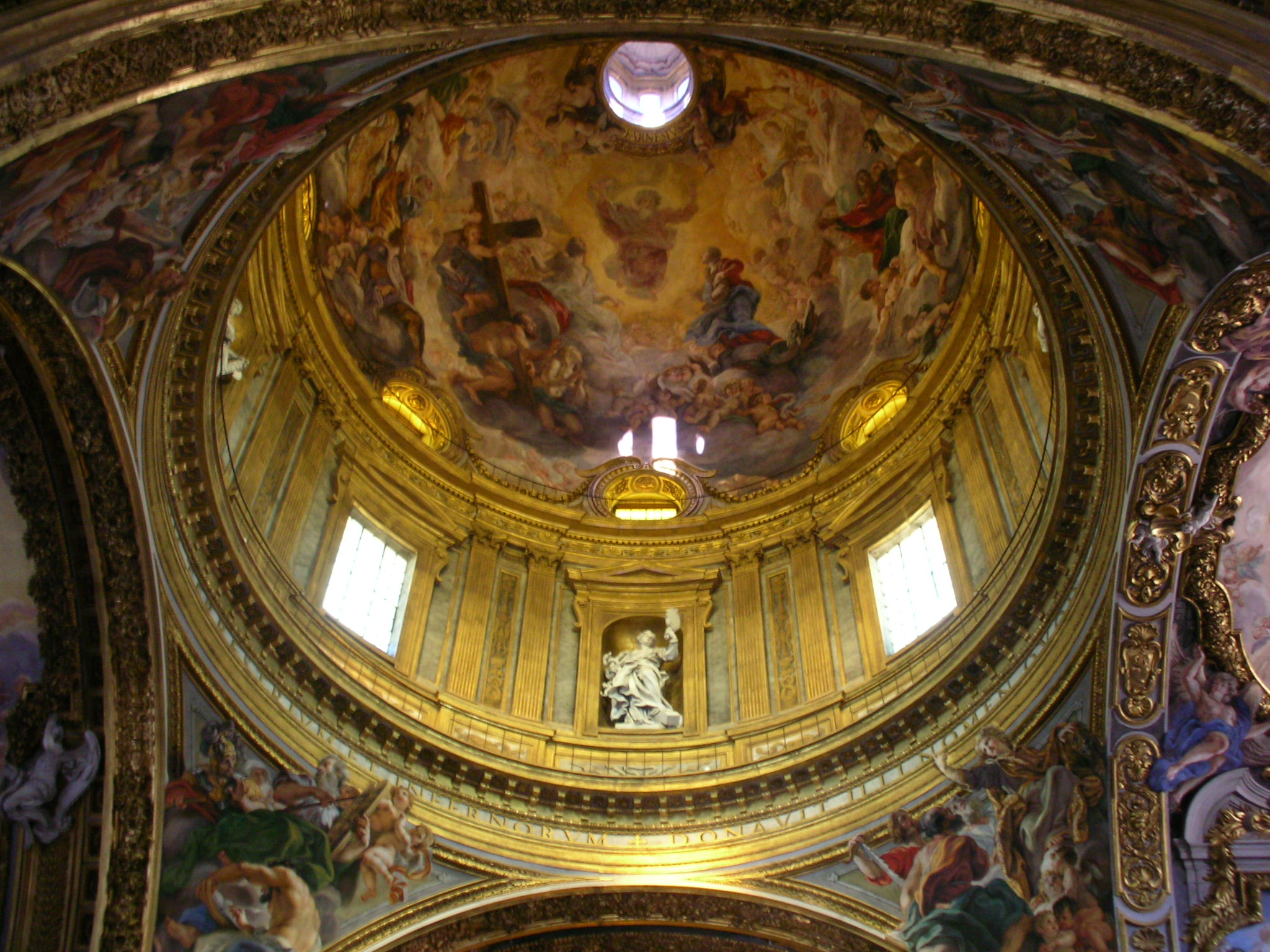
Kupole

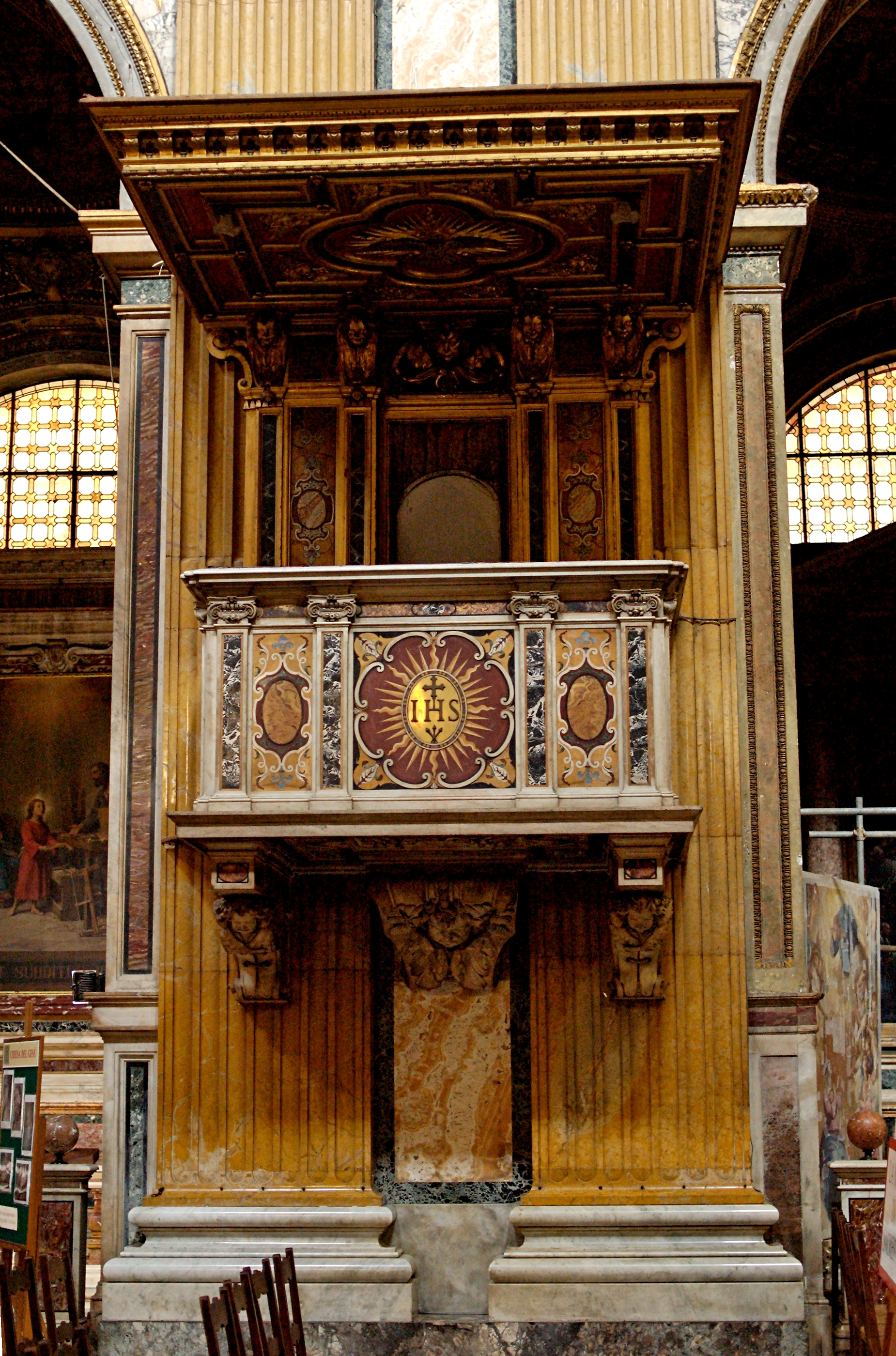
Kazatelna

Il Gesù ([džezú], zkrácený titul  česky Kostel Jména Ježíš), je mateřský kostel Tovaryšstva Ježíšova (jezuitů) v Římě. Byl postaven v letech 1568–1580 podle plánů Jacopa Barozziho da Vignola a pod vedením Giacoma della Porta. Jednolodní raně barokní stavba s mohutnou lodí a mělkými bočními kaplemi má kupoli v křížení a byla podle závěrů Tridentského koncilu vzorovým chrámem barokní katolické liturgie, při níž je pozornost všech přítomných soustředěna k hlavnímu oltáři. Kostel bez věže stojí na náměstí Piazza del Gesù, nedaleko od Piazza Venezia a od památníku Viktora Emmanuela II. Kostel je pokládán za jednu z prvních barokních staveb a stal se vzorem pro stovky jezuitských kostelů po celém světě – například pro kostel svatého Ignáce v Praze.

## Historie
Kostel stojí na místě staršího kostela Panny Marie, kam se zakladatel řádu jezuitů, svatý Ignác z Loyoly, chodíval modlit. Roku 1551 navrhl postavit zde hlavní řádový kostel pro budoucí řádovou provincii, protože právě v Římě mu papež Pavel III. roku 1540 potvrdil řádová pravidla Tovaryšstva Ježíšova. První kapli měli jezuité v Římě při Palazzo Venezia. 
Prvním projektantem kostela byl architekt Nanni di Baccio Bigio. V roce 1554 kardinál a španělský vyslanec v Římě Alonso de la Cueva y Benavides oslovil ke spolupráci Michelangela, který dokonce nabídl vypracovat projekt zdarma. Stavbou byl však pověřen Jacopo da Vignola. První stavební práce začaly roku 1568 pod vedením Františka Borgiáše, který byl generálem řádu v letech 1565 až 1572. Giacomo della Porta stavbu dokončil; podílel se hlavně na stavbě kupole, apsidy a upravil také návrh průčelí.
Podle N. T. Whitmana je stavba výrazem změn katolické liturgie po tridentském koncilu. Nemá předsíň ani oddělené prostory kaplí, takže každý návštěvník vstupuje přímo do hlavního prostoru liturgie. Stavba opustila schéma baziliky s oddělenými bočními loděmi a uzavřenými kaplemi. Transept je spojen s lodí shodnou výškou kleneb, takže vznikl jednotný prostor, soustředěný k hlavnímu oltáři, jako tomu bylo už od 13. století u kazatelských kostelů (františkánských a dominikánských) . Kostel nemá mezilodní arkády se sloupy, vytváří velké plochy stěn, vhodné pro malířskou výzdobu, stejně jako je valená klenba lodi, osvětlená vysoko položenými okny s lunetami.
Kostel byl vysvěcen roku 1584 a až do zrušení jezuitského řádu v roce 1773 byl také sídlem jeho nejvyššího představeného řádu (generála). Při opravách v 19. století bylo upraveno a doplněno vnitřní zařízení, stejně jako koncem 20. a v první čtvrtině 21. století. Od roku 1967 je kostel také titulárním kostelem některého z kardinálů.

## Popis
Jednolodní stavba má v křížení mohutnou kupoli na vysokém tambúru, je 75 m dlouhá a 35 m široká (loď 25 m). Kostel má dvoustupňové, trojosé západní průčelí, členěné pilastry a mhutnými římsami. Horní patro je vyznačeno trojúhelným štítem s plastickým znakem, sevřeným mezi dvěma volutami. 
Prostorná loď má valenou klenbu, zcela pokrytou freskami, stejně je vyzdobena klenba kupole, její tambúr, cvikly a lucerna. Přepážky mezi bočními kaplemi nahrazují vnější opěráky a kaple jsou mezi sebou propojeny průchody.
- Freska na klenbě představuje „Triumf jména Ježíš“ a namaloval ji Giovanni Battista Gaulli, zvaný Il Baccicio (1639–1709).
- Freska v kupoli  je „Apoteóza sv. Františka Xaverského“ a namaloval ji  Giovanni Andrea Carlone.
- Hlavní oltář vytvořil Antonio Sarti roku 1843, po stranách jsou čtyři bronzové barokní sochy svatých Františků (z Assisi, Borgiáše, Xaveria, Saleského a Františka z Pauly), které navrhl a odlil Ciro Ferri v letech 1688-1689.
- Čtvrtá kaple na severní ( tj. levé straně), je zasvěcená zakladateli řádu, sv. Ignáci z Loyoly  sv. Ignác je v ní pochován. Oltář navrhl Andrea Pozzo v letech 1696-1700,  jeho architektura je vykládána pestrobarevnými kameny (lapis lazuli, alabastr, mramor, onyx, ametyst a horský křišťál). Sochu světce vytvořil francouzský sochař Pierre Le Gros (1666–1719).[2]
- Kaple sv. Františka Xaverského (na jižní, tj. pravé straně)
- Kaple Nejsv. Srdce Ježíšova (dříve sv. Františka z Assisi), cyklus fresek ze života sv. Františka z Assisi
- V chóru je busta kardinála Roberta Bellarmina (1542–1621) od Berniniho, který se v tomto kostele denně modlil.